# Fabiana da Silva Simões
Fabiana da Silva Simões (Salvador, 4 luglio 1989) è una calciatrice brasiliana, difensore dell'Internacional e nella nazionale brasiliana.

## Palmarès

### Club
(parziale)
- Campionato russo: 1

Rossijanka: 2011-2012
- Coppa della Regina: 1

Barcellona: 2018

### Nazionale
- Campionato sudamericano femminile di calcio: 1

2014
- Torneio Internacional de Futebol Feminino: 5

2011, 2012, 2013, 2014, 2015
- Giochi panamericani: 1

Canada 2015